# Eitel Cantoni
Eitel Danilo Cantoni (Montevideo, 1906. október 4. – Montevideo, 1997. június 6.) uruguayi autóversenyző.

## Pályafutása
1952-ben három versenyen állt rajthoz a Formula–1-es világbajnokságon. A három futam egyikén sem szerzett pontot, célba érnie is csak az olasz nagydíjon sikerült; ekkor tizenegyedik lett. Ebben az évben részt vett több a világbajnokság keretein kívül rendezett Formula–1-es versenyen is.
Ő volt az első autóversenyző hazájából, aki rajthoz állt a Formula–1-es világbajnokságon.

## Eredményei

### Teljes Formula–1-es eredménylistája
(Táblázat értelmezése)

(Félkövér: pole-pozícióból indult; dőlt: leggyorsabb kört futott) 

| Év   | Csapat                 | Modell         | Motor               | 1   | 2   | 3   | 4   | 5      | 6      | 7   | 8      | Helyezés | Pont |
| ---- | ---------------------- | -------------- | ------------------- | --- | --- | --- | --- | ------ | ------ | --- | ------ | -------- | ---- |
| 1952 | Escuderia Bandeirantes | Maserati A6GCM | Maserati Straight-6 | SUI | 500 | BEL | FRA | GBR Ki | GER Ki | NED | ITA 11 | -        | 0    |

## Külső hivatkozások
- Profilja a grandprix.com honlapon (angolul)
- Profilja a statsf1.com honlapon (angolul)